# Veranderlijke belasting
Veranderlijke belasting is de oorzaak van krachten op, of vervorming van een bouwwerk, die tijdens de levensduur van een bouwwerk niet altijd aanwezig is, of die, welke in de loop van de tijd significant afwijkt van de gemiddeld aanwezige belasting. Veranderlijke belasting wordt ook wel variabele belasting genoemd.
Voorbeelden van veranderlijke belastingen zijn:
- belasting door personen
- belasting door machines
- belasting door opslag van goederen en materialen
- belasting door voertuigen (ook mobiele belasting genoemd)
- belasting door wind
- belasting door temperatuurwisselingen
- belasting door regenwater en sneeuw

statische belasting ·
dynamische belasting

permanente belasting · 
veranderlijke belasting · 
bijzondere belasting ·
momentane belasting

uiterste grenstoestand · 
bruikbaarheidsgrenstoestand ·
belastingsfactor

puntlast · 
lijnlast · 
vlaklast · 
verhinderde vervorming